# Heidi Salminen
Heidi Serafiina Salminen (* 4. Dezember 2003 in Jyväskylä) ist eine finnische Leichtathletin, die sich auf den 400-Meter-Hürdenlauf spezialisiert hat.

## Sportliche Laufbahn
Erste internationale Erfahrungen sammelte Heidi Salminen im Jahr 2021, als sie bei den U20-Europameisterschaften in Tallinn mit 60,30 s im Halbfinale über 400 m Hürden ausschied. Anschließend siegte sie in 56,94 s bei den U20-Weltmeisterschaften in Nairobi. 2023 schied sie bei den U23-Europameisterschaften in Espoo mit 58,58 s im Semifinale aus und belegte mit der finnischen 4-mal-400-Meter-Staffel in 3:33,57 min den sechsten Platz. 2025 schied sie bei den U23-Europameisterschaften in Bergen mit 57,66 s im Halbfinale im Hürdenlauf aus. Kurz darauf schied sie bei den World University Games in Bochum mit 57,61 s ebenfalls im Semifinale aus.
In den Jahren 2021 und 2023 wurde Salminen finnische Hallenmeisterin in der 4-mal-200-Meter-Staffel.

## Persönliche Bestleistungen
- 400 m Hürden: 56,94 s, 22. August 2021 in Nairobi